# Plan Z (Chili)
 (août 2017).
Si vous disposez d'ouvrages ou d'articles de référence ou si vous connaissez des sites web de qualité traitant du thème abordé ici, merci de compléter l'article en donnant les références utiles à sa vérifiabilité et en les liant à la section « Notes et références ».

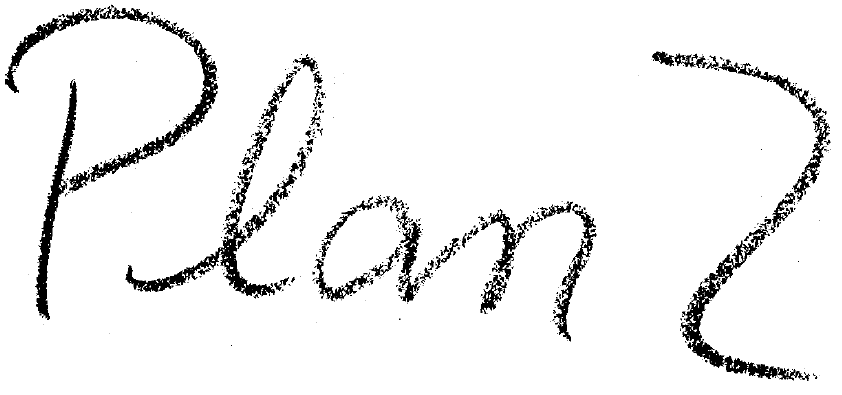
Texte manuscrit du Plan Z qui apparaît dans le Livre Blanc du changement de gouvernement au Chili.

Le Plan Zeta est le nom attribué au Chili à un supposé plan du gouvernement de Salvador Allende, qui consistait à mener à terme une insurrection armée, un auto-coup d'État, afin d'imposer de force un gouvernement marxiste. La supposée existence de ce plan a été divulguée par les militaires qui ont perpétré le putsch de 1973.
Les archives déclassifiées de la CIA à partir de 1999 ont démontré que le Plan Z n'a jamais existé, et que sa divulgation a été une opération de guerre psychologique des militaires chiliens, spécifiquement de l'Armée du Chili, à travers laquelle ils ont imposé la logique du « eux ou nous » pour justifier la répression et les violations des droits humains menés à terme pendant la dictature militaire. Federico Willoughby-MacDonald (es), collaborateur du Régime Militaire, discréditera ultérieurement le plan en le dénonçant comme une « fausseté ».